# Regiões do Malawi
Malawi é dividido em 3 regiões que compreendem um total combinado de 28 distritos.
As regiões do Malawi são:
- Região Central (em amarelo) -

População: 4,814,321 (2003)
Área: 35,592 km²
Capital: Lilongwe
- Região Norte (em vermelho)

População: 1,389,475 (2003)
Área: 26,931 km²
Capital:Mzuzu
- Região Sul (em verde)

População: 5,345,045 (2003)
Área:31,753 km²
Capital: Blantyre.